# Opatowiec
Opatowiec è un comune rurale polacco del distretto di Kazimierza Wielka, nel voivodato della Santacroce.
Ricopre una superficie di 68,41 km² e nel 2004 contava 3 669 abitanti.